# Podandrogyne glabra
Podandrogyne glabra är en paradisblomsterväxtart som beskrevs av Adolpho Ducke. Podandrogyne glabra ingår i släktet Podandrogyne och familjen paradisblomsterväxter. Inga underarter finns listade i Catalogue of Life.